# ساسروتا سامهيتا
ساسروتا سامهيتا (بالهندية: सुश्रुतसंहिता) هي نصوص طبية مهمة مكتوبة باللغة السنسكريتية. وتعتبر واحدة من أقدم الأعمال الرئيسية المتعلقة بدراسة مفصلة عن الطب والجراحة. وكُتبت بواسطة ساسروتا. يُرجح أنها تعود للقرن السادس قبل الميلاد.
هذه النصوص هي واحدة من النصوص التأسيسية للأيورفيدا (الطب التقليدي الهندي)، بالإضافة لنصوص كاراكا سمهيتا، ونصوص بهيلا سامهيتا، والأجزاء الطبية لمخطوط القوة.